# Élections législatives de 2007 à La Réunion
Les élections législatives françaises de 2007 se déroulent les 10 et 17 juin. Dans le département de La Réunion, cinq députés sont à élire dans le cadre de cinq circonscriptions.

## Élus
| Circonscription | Député sortant      | Parti | Parti         | Député élu ou réélu | Parti | Parti |
| --------------- | ------------------- | ----- | ------------- | ------------------- | ----- | ----- |
| 1re             | René-Paul Victoria  |       | UMP           | René-Paul Victoria  |       | UMP   |
| 2e              | Huguette Bello      |       | PCR           | Huguette Bello      |       | PCR   |
| 3e              | André Thien Ah Koon |       | Divers droite | Didier Robert       |       | UMP   |
| 4e              | Christophe Payet    |       | PS            | Patrick Lebreton    |       | PS    |
| 5e              | Bertho Audifax      |       | UMP           | Jean-Claude Fruteau |       | PS    |

## Résultats

### Résultats à l'échelle du département

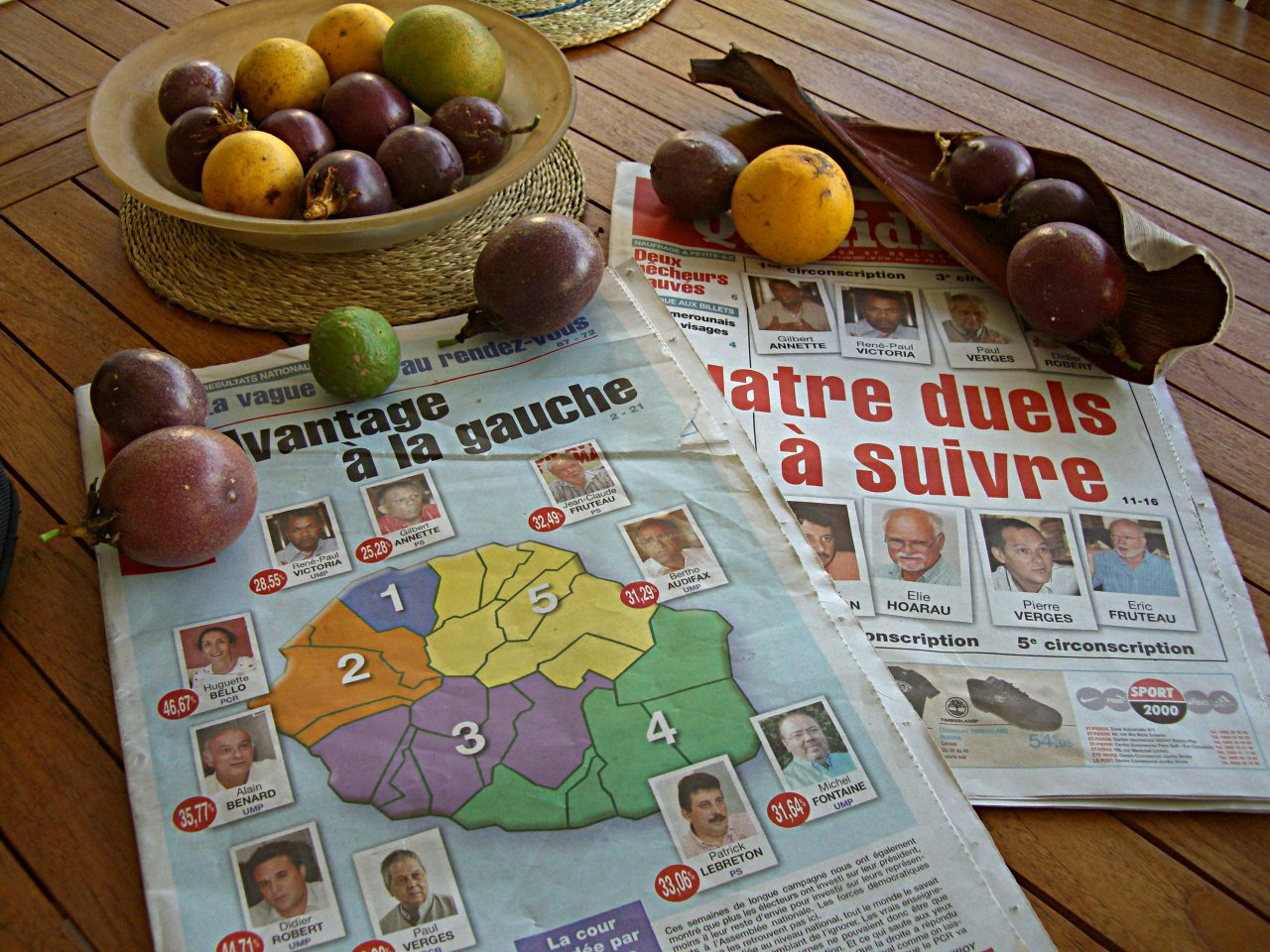
À la une des journaux de l'île

.
| Parti                                          | Parti                             | Premier tour | Premier tour | Second tour | Second tour | Sièges |
| Parti                                          | Parti                             | Voix         | %            | Voix        | %           | Sièges |
| ---------------------------------------------- | --------------------------------- | ------------ | ------------ | ----------- | ----------- | ------ |
|                                                | Parti communiste réunionnais      | 59 138       | 23,85        | 64 307      | 21,72       | 1      |
|                                                | Parti socialiste                  | 57 102       | 23,03        | 89 488      | 30,23       | 2      |
|                                                | Divers gauche                     | 8 500        | 3,43         |             |             | 0      |
|                                                | Les Verts                         | 4 891        | 1,97         | 0           |             |        |
|                                                | Gauche parlementaire              | 129 631      | 52,27        | 153 795     | 51,96       | 3      |
|                                                |                                   |              |              |             |             |        |
|                                                | Union pour un mouvement populaire | 70 866       | 28,58        | 118 555     | 40,05       | 2      |
|                                                | Divers droite                     | 26 981       | 10,88        | 23 657      | 7,99        | 0      |
|                                                | Majorité présidentielle           | 97 847       | 39,46        | 142 212     | 48,04       | 2      |
|                                                |                                   |              |              |             |             |        |
|                                                | Divers                            | 11 667       | 4,70         |             |             | 0      |
|                                                | UDF–Mouvement démocrate           | 5 656        | 2,28         | 0           |             |        |
|                                                | Extrême gauche dontLO             | 2 280        | 0,92         | 0           |             |        |
|                                                | Divers écologiste dont LT-LNÉ     | 659          | 0,27         | 0           |             |        |
|                                                | Front national                    | 253          | 0,10         | 0           |             |        |
|                                                |                                   |              |              |             |             |        |
| Inscrits                                       | Inscrits                          | 513 023      | 100,00       | 512 930     | 100,00      | 5      |
| Abstentions                                    | Abstentions                       | 252 717      | 49,26        | 200 423     | 39,07       |        |
| Votants                                        | Votants                           | 260 306      | 50,74        | 312 507     | 60,93       |        |
| Blancs et nuls                                 | Blancs et nuls                    | 12 313       | 4,73         | 16 500      | 5,28        |        |
| Exprimés                                       | Exprimés                          | 247 993      | 95,27        | 296 007     | 94,72       |        |
| Source : Ministère de l'Intérieur - La Réunion |                                   |              |              |             |             |        |

### Résultats par circonscription

#### Première circonscription (Saint-Denis)
| Candidat       | Candidat                         | Parti               | Premier tour | Premier tour | Second tour | Second tour |  |
| Candidat       | Candidat                         | Parti               | Voix         | %            | Voix        | %           |  |
| -------------- | -------------------------------- | ------------------- | ------------ | ------------ | ----------- | ----------- |  |
|                | René-Paul Victoria sortant réélu | UMP                 | 11 042       | 28,55        | 22 207      | 51,46       |  |
|                | Gilbert Annette                  | PS                  | 9 778        | 25,28        | 20 951      | 48,54       |  |
|                | Nassimah Dindar                  | Divers droite       | 5 381        | 13,91        |             |             |  |
|                | Alain Armand                     | Divers gauche       | 3 558        | 9,2          |             |             |  |
|                | Jean-Jacques Morel               | Divers droite       | 1 920        | 4,96         |             |             |  |
|                | Ibrahim Dindar                   | Divers droite       | 1 808        | 4,68         |             |             |  |
|                | Nadia Ramassamy                  | Divers              | 1 231        | 3,18         |             |             |  |
|                | Jeanne Loyher                    | UDF–MoDem           | 906          | 2,34         |             |             |  |
|                | Cécile Seigle-Vatte              | Les Verts           | 789          | 2,04         |             |             |  |
|                | Georges-Marie Lepinay            | Divers gauche       | 453          | 1,17         |             |             |  |
|                | Daniel Cadet                     | Divers gauche       | 435          | 1,12         |             |             |  |
|                | Gilbert Gérard                   | Divers droite       | 357          | 0,92         |             |             |  |
|                | Sabine Martinelli                | FN                  | 253          | 0,65         |             |             |  |
|                | Didier Lombard                   | LO                  | 181          | 0,47         |             |             |  |
|                | Ybsen Haussmann Chotia           | Divers              | 159          | 0,41         |             |             |  |
|                | Rémy Massain                     | Divers gauche       | 144          | 0,37         |             |             |  |
|                | Guénot Germane                   | Divers              | 117          | 0,3          |             |             |  |
|                | François Esquer                  | Extrême gauche (GA) | 110          | 0,28         |             |             |  |
|                | Laurent Payet                    | Divers              | 50           | 0,13         |             |             |  |
|                |                                  |                     |              |              |             |             |  |
| Inscrits       | Inscrits                         | Inscrits            | 83 901       | 100,00       | 83 856      | 100,00      |  |
| Abstentions    | Abstentions                      | Abstentions         | 43 416       | 51,75        | 37 867      | 45,16       |  |
| Votants        | Votants                          | Votants             | 40 485       | 48,25        | 45 989      | 54,84       |  |
| Blancs et nuls | Blancs et nuls                   | Blancs et nuls      | 1 813        | 4,48         | 2 831       | 6,16        |  |
| Exprimés       | Exprimés                         | Exprimés            | 38 672       | 95,52        | 43 158      | 93,84       |  |

#### Deuxième circonscription (Saint-Paul)
| Candidat       | Candidat                       | Parti          | Premier tour | Premier tour | Second tour | Second tour |  |
| Candidat       | Candidat                       | Parti          | Voix         | %            | Voix        | %           |  |
| -------------- | ------------------------------ | -------------- | ------------ | ------------ | ----------- | ----------- |  |
|                | Huguette Bello sortante réélue | PCR            | 22 204       | 46,67        | 34 911      | 59,61       |  |
|                | Alain Bénard                   | Divers droite  | 17 018       | 35,77        | 23 657      | 40,39       |  |
|                | Aline Tamon                    | PS             | 2 993        | 6,29         |             |             |  |
|                | Jean-Yves Morel                | UDF–MoDem      | 2 073        | 4,36         |             |             |  |
|                | Jean Erpeldinger               | Les Verts      | 1 663        | 3,5          |             |             |  |
|                | Christian Benard               | Divers         | 648          | 1,36         |             |             |  |
|                | Philippe Azema                 | LCR            | 436          | 0,92         |             |             |  |
|                | Jean-Dominique Romely          | Divers         | 385          | 0,81         |             |             |  |
|                | Christophe Fagard              | Divers         | 159          | 0,33         |             |             |  |
|                |                                |                |              |              |             |             |  |
| Inscrits       | Inscrits                       | Inscrits       | 108 180      | 100,00       | 108 157     | 100,00      |  |
| Abstentions    | Abstentions                    | Abstentions    | 57 594       | 53,24        | 45 857      | 42,4        |  |
| Votants        | Votants                        | Votants        | 50 586       | 46,76        | 62 300      | 57,6        |  |
| Blancs et nuls | Blancs et nuls                 | Blancs et nuls | 3 007        | 5,94         | 3 732       | 5,99        |  |
| Exprimés       | Exprimés                       | Exprimés       | 47 579       | 94,06        | 58 568      | 94,01       |  |

#### Troisième circonscription (Le Tampon)
| Candidat       | Candidat           | Parti          | Premier tour | Premier tour | Second tour | Second tour |  |
| Candidat       | Candidat           | Parti          | Voix         | %            | Voix        | %           |  |
| -------------- | ------------------ | -------------- | ------------ | ------------ | ----------- | ----------- |  |
|                | Didier Robert élu  | UMP            | 30 090       | 44,71        | 48 822      | 62,42       |  |
|                | Paul Vergès        | PCR            | 13 998       | 20,8         | 29 396      | 37,58       |  |
|                | Jean-Jacques Vlody | PS             | 13 355       | 19,84        |             |             |  |
|                | Michel Dennemont   | Divers         | 6 520        | 9,69         |             |             |  |
|                | Sébastien Enault   | LCR            | 769          | 1,14         |             |             |  |
|                | Vincent Defaud     | Les Verts      | 743          | 1,1          |             |             |  |
|                | Franck Deloras     | LT-LNÉ         | 659          | 0,98         |             |             |  |
|                | Dominique Henry    | Divers gauche  | 328          | 0,49         |             |             |  |
|                | Jean-Michel Burel  | Divers droite  | 234          | 0,35         |             |             |  |
|                | Aniel Boyer        | Divers         | 234          | 0,35         |             |             |  |
|                | Joël Arthur        | Divers         | 205          | 0,3          |             |             |  |
|                | Gladys Dargere     | Divers         | 165          | 0,25         |             |             |  |
|                |                    |                |              |              |             |             |  |
| Inscrits       | Inscrits           | Inscrits       | 126 760      | 100,00       | 126 885     | 100,00      |  |
| Abstentions    | Abstentions        | Abstentions    | 56 551       | 44,61        | 44 313      | 34,92       |  |
| Votants        | Votants            | Votants        | 70 209       | 55,39        | 82 572      | 65,08       |  |
| Blancs et nuls | Blancs et nuls     | Blancs et nuls | 2 909        | 4,14         | 4 354       | 5,27        |  |
| Exprimés       | Exprimés           | Exprimés       | 67 300       | 95,86        | 78 218      | 94,73       |  |

#### Quatrième circonscription (Saint-Pierre)
| Candidat       | Candidat                 | Parti          | Premier tour | Premier tour | Second tour | Second tour |  |
| Candidat       | Candidat                 | Parti          | Voix         | %            | Voix        | %           |  |
| -------------- | ------------------------ | -------------- | ------------ | ------------ | ----------- | ----------- |  |
|                | Patrick Lebreton élu     | PS             | 16 975       | 33,06        | 34 994      | 58,21       |  |
|                | Michel Fontaine          | UMP            | 16 248       | 31,64        | 25 121      | 41,79       |  |
|                | Élie Hoarau              | PCR            | 13 725       | 26,73        |             |             |  |
|                | Franco Loricourt         | UDF–MoDem      | 1 516        | 2,95         |             |             |  |
|                | Véronique Denes          | Les Verts      | 889          | 1,73         |             |             |  |
|                | François Fays            | Divers gauche  | 885          | 1,72         |             |             |  |
|                | Jack Lechat              | Divers droite  | 263          | 0,51         |             |             |  |
|                | Serge Latchoumanin       | LO             | 255          | 0,5          |             |             |  |
|                | Véronique Tseng Chao Kim | Divers         | 203          | 0,4          |             |             |  |
|                | Eddy Vienne              | Divers         | 161          | 0,31         |             |             |  |
|                | Érik Gruchet             | Divers         | 144          | 0,28         |             |             |  |
|                | Youssef Kola             | Divers         | 84           | 0,16         |             |             |  |
|                |                          |                |              |              |             |             |  |
| Inscrits       | Inscrits                 | Inscrits       | 93 924       | 100,00       | 93 834      | 100,00      |  |
| Abstentions    | Abstentions              | Abstentions    | 40 440       | 43,06        | 31 097      | 33,14       |  |
| Votants        | Votants                  | Votants        | 53 484       | 56,94        | 62 737      | 66,86       |  |
| Blancs et nuls | Blancs et nuls           | Blancs et nuls | 2 136        | 3,99         | 2 622       | 4,18        |  |
| Exprimés       | Exprimés                 | Exprimés       | 51 348       | 96,01        | 60 115      | 95,82       |  |

#### Cinquième circonscription (Saint-Benoît)
| Candidat       | Candidat                | Parti          | Premier tour | Premier tour | Second tour | Second tour |  |
| Candidat       | Candidat                | Parti          | Voix         | %            | Voix        | %           |  |
| -------------- | ----------------------- | -------------- | ------------ | ------------ | ----------- | ----------- |  |
|                | Jean-Claude Fruteau élu | PS             | 14 001       | 32,49        | 33 543      | 59,95       |  |
|                | Bertho Audifax sortant  | UMP            | 13 486       | 31,29        | 22 405      | 40,05       |  |
|                | Pierre Vergès           | PCR            | 9 211        | 21,37        |             |             |  |
|                | Patrick Savatier        | Divers gauche  | 1 302        | 3,02         |             |             |  |
|                | Henri Calicharane       | UDF–MoDem      | 1 161        | 2,69         |             |             |  |
|                | Denise Delorme          | Divers gauche  | 1 145        | 2,66         |             |             |  |
|                | Marie-Rose Severin      | Les Verts      | 807          | 1,87         |             |             |  |
|                | Jean-Yves Payet         | LO             | 529          | 1,23         |             |             |  |
|                | Sabine Montrouge        | Divers         | 472          | 1,1          |             |             |  |
|                | Luders Sevamy           | Divers         | 246          | 0,57         |             |             |  |
|                | Jean Adaman             | Divers         | 176          | 0,41         |             |             |  |
|                | Alix Florusse           | PRG            | 175          | 0,41         |             |             |  |
|                | Jean-Claude Barret      | Divers         | 129          | 0,3          |             |             |  |
|                | Christophe Pigeon       | Divers         | 102          | 0,24         |             |             |  |
|                | Michael André           | Divers         | 77           | 0,18         |             |             |  |
|                | Marius Françoise        | Divers gauche  | 75           | 0,17         |             |             |  |
|                |                         |                |              |              |             |             |  |
| Inscrits       | Inscrits                | Inscrits       | 100 258      | 100,00       | 100 198     | 100,00      |  |
| Abstentions    | Abstentions             | Abstentions    | 54 716       | 54,58        | 41 289      | 41,21       |  |
| Votants        | Votants                 | Votants        | 45 542       | 45,42        | 58 909      | 58,79       |  |
| Blancs et nuls | Blancs et nuls          | Blancs et nuls | 2 448        | 5,38         | 2 961       | 5,03        |  |
| Exprimés       | Exprimés                | Exprimés       | 43 094       | 94,62        | 55 948      | 94,97       |  |